# Brynley Allen
Brynley Allen (Gilfach Goch, 23 marzo 1921 – 21 luglio 2005) è stato un calciatore gallese, di ruolo centrocampista.